# مجموعه سنت‌گرایی وایمار
مجموعه سنت‌گرایی وایمار (انگلیسی: Classical Weimar) مجموعه‌ای از بناهایی هستند که در اطراف شهر وایمار آلمان قرار دارند و بر سبک معماری سنت‌گرایی وایمار ساخته شده‌اند. این ساختمان‌ها جزء میراث جهانی یونسکو در آلمان می‌باشند. خانه یوهان ولفگانگ فون گوته شاعر و نقاش آلمانی در این مجموعه می‌باشد.